# Завиш из Неханиц
Завиш из Неханиц (чеш. Záviš z Nechanic; до 1216 — 1257 год) — средневековый чешский аристократ из феодального рода Витковичей из Крумлова, дед будущего фактического правителя Чешского королевства Завиша из Фалькенштейна. Королевский подкоморжий (subcamerarius regis) при дворе Вацлава I в 1234—1237 годах.

## Происхождение
Завиш из Неханиц был единственным сыном Витека II Старшего (ум. 1236), подкоморжего при дворе чешского князя Йиндржиха Бржетислава и основателя рода панов из Крумлова. Имя матери Завиша, вероятно, происходившей из чешского феодального рода Марквартовичей, не сохранилось. Согласно одной из теорий, мать Завиша могла быть дочерью Завиша, младшего брата Гержмана Марквартовича, занимавшего при князе Собеславе II должность маршалка, затем коморника. Согласно этой теории, Завиш из Неханиц был назван в честь деда по матери, поскольку имя Завиш ранее не использовалось в роду Витковичей. В качестве другого довода в пользу этой версии приводится то, что на печатях потомков Завиша из Неханиц в качестве одной из геральдических фигур использовался лев, бывший родовым геральдическим символом Марквартовичей. Противники этой теории ссылаются на то, что геральдической фигурой Марквартовичей того периода был шагающий лев, а на печатях панов из Крумлова изображался лев в прыжке.

## Служба при королевском дворе и земельные владения

Печать Витека I из Крумлова, сына Завиша из Неханиц